# 1948 في إسبانيا
فيما يلي قوائم الأحداث التي وقعت خلال عام 1948 في إسبانيا.

## رياضة
- 1 يناير – طواف إسبانيا 1948

## أفلام
من الأفلام التي صدرت هذه السنة في إسبانيا:
- 1 يناير – الحسيمة من إخراج خوسيه لوبيز روبيو.

## كتب
من الكتب التي صدرت هذه السنة في إسبانيا:
- 1 يناير – النفق من تأليف إرنستو ساباتو.

## مواليد

### فبراير
- 23 فبراير – مانويل كلاريس لاعب كرة قدم إسباني.
- 27 فبراير – إنريكي سيريزو منتج أفلام إسباني.

### مارس
- 31 مارس – إنريكي فيلا-ماتاس كاتب إسباني.

### أبريل
- 1 أبريل – خافيير إروريتا

### مايو
- 26 مايو – فيكتور بالومو

### يونيو
- 16 يونيو – ليوبولدو ماريا بانيرو شاعر إسباني.

### يوليو
- 23 يوليو – مارانيون لاعب كرة قدم إسباني.

### أغسطس
- 8 أغسطس – اميليو بيريز سياسي إسباني.
- 10 أغسطس – استير كوبلويتز، ماركيزة كوباس

### سبتمبر
- 6 سبتمبر – بيدرو ماريا أرتولا لاعب كرة قدم إسباني.
- 20 سبتمبر – ماريانو مارتينيز

### أكتوبر
- 6 أكتوبر – خوان دياز لاعب كرة قدم إسباني.

## وفيات

### يناير
- 1 يناير – بارتوميو تيراداس (مواليد 1874) لاعب كرة قدم إسباني.

### مارس
- 4 مارس – أنطونين أرتو (مواليد 1896)